# عميلة سرية
عميلة سرية (بالهندية: Ishq Mein Marjawan 2؛ ويعني "سأموت في هذا الحب 2") هو مسلسل درامي رومانسية وإثارة هندي، عُرض على قناة كولرز تي في الهندية من 13 يوليو 2020 إلى 13 مارس 2021. المسلسل من بطولة هيلي شاه، وراهول سودير، وفيشال فاشيشتا.
يُعتبر المسلسل تكملة روحية لمسلسل "حب خادع" (Ishq Mein Marjawan)، حيث يقدم قصة وشخصيات جديدة ومختلفة تمامًا. تمت دبلجته إلى اللغة العربية وعرضه على قناة إم بي سي بوليوود.

## القصة
تدور أحداث المسلسل حول ريديما (هيلي شاه)، وهي أخصائية علاج طبيعي، تقع في حب خطيبها كبير شارما (فيشال فاشيشتا)، الذي يتضح أنه ضابط شرطة سري. يقوم كبير بتجنيد ريديما وإرسالها في مهمة خطيرة كعميلة سرية للتسلل إلى عالم رجل الأعمال الغامض وزعيم المافيا، فانش راي سينغانيا (راهول سودير)، بهدف جمع أدلة تدينه.
تنجح ريديما في التقرب من فانش والزواج منه، لكنها سرعان ما تجد نفسها ممزقة بين ولائها لمهمتها ولمشاعرها التي تبدأ في التطور تجاه فانش، خاصة بعد أن تكتشف جانبه الإنساني وأسرار ماضيه المأساوي. تتصاعد الأحداث وتزداد تعقيدًا مع كشف شبكة من المؤامرات والخداع داخل عائلة سينغانيا، وتصبح ريديما في صراع دائم بين حبها لفانش وواجبها تجاه كبير، وتكتشف أن لا شيء يبدو كما هو عليه في هذا العالم المليء بالأسرار.

## فريق العمل
| الممثل         | الشخصية             |
| -------------- | ------------------- |
| هيلي شاه       | ريديما              |
| راهول سودير    | فانش راي سينغانيا   |
| فيشال فاشيشتا  | كبير شارما          |
| زين إمام       | أغاستيا رايشاند     |
| ماناسفي فاشيست | آريان راي سينغانيا  |
| تشاندني شارما  | إيشاني راي سينغانيا |

## البث والدبلجة
عُرض المسلسل في الهند على قناة كولرز تي في بواقع 313 حلقة. وفي العالم العربي، قامت قناة إم بي سي بوليوود بعرض النسخة المدبلجة من المسلسل تحت عنوان "عميلة سرية"، وحقق شعبية كبيرة بفضل حبكته المليئة بالتشويق والغموض.